# Vetus duisbergi
Vetus duisbergi är en rundmaskart. Vetus duisbergi ingår i släktet Vetus och familjen Mermithidae. Inga underarter finns listade i Catalogue of Life.